# Jess Robbins
Pour les articles homonymes, voir Robbins.
Jess Robbins est un réalisateur, scénariste, producteur, acteur et directeur de la photographie américain né le 30 avril 1886 à Dayton, Ohio (États-Unis), mort le 11 mars 1973 à Los Angeles (États-Unis).

## Filmographie

### Comme réalisateur
- 1913 : The Shadowgraph Message
- 1913 : Across the Rio Grande (it)
- 1913 : At the Lariat's End
- 1913 : The Heart of a Gambler
- 1913 : Their Promise
- 1913 : Alkali Ike's Gal
- 1913 : The Last Laugh
- 1913 : The End of the Circle
- 1913 : Sophie's Hero
- 1914 : The Awakening at Snakeville
- 1914 : The Cast of the Die
- 1919 : Red Blood and Yellow
- 1919 : An Oriental Romeo
- 1919 : A Barnyard Romance
- 1919 : Charlie Gets a Job
- 1920 : Adam and Eve a la Mode
- 1920 : Roaring Love Affair
- 1920 : Fists and Fodder (en)
- 1920 : Pals and Pugs (en)
- 1920 : He Laughs Last (en)
- 1920 : Springtime (en)
- 1920 : The Decorator
- 1920 : The Trouble Hunter (en)
- 1920 : His Jonah Day (en)
- 1920 : The Mysterious Stranger
- 1920 : The Backyard
- 1921 : The Nuisance (en)
- 1921 : The Blizzard
- 1921 : The Tourist
- 1921 : Le Veinard (The Lucky Dog)
- 1922 : Too Much Business
- 1922 : A Dark Horse
- 1922 : The Ladder Jinx
- 1922 : A Front Page Story
- 1924 : The Law Forbids
- 1924 : A Society Knockout
- 1924 : All's Swell on the Ocean
- 1924 : Love
- 1924 : Meet Father
- 1925 : Cagey Love
- 1925 : Looking Down
- 1925 : A Dangerous Peach
- 1925 : The Polo Kid
- 1925 : The Business of Love
- 1925 : Scrambled Eggs
- 1925 : Sweet and Pretty
- 1925 : Scandal Hunters
- 1925 : Slow Down
- 1925 : What's Up?
- 1925 : Tol'able Romeo
- 1926 : Sky Hooks
- 1926 : Brotherly Love
- 1926 : Time Flies
- 1926 : Crowning the Count
- 1926 : Twin Sisters
- 1926 : There She Goes
- 1926 : A Thrilling Romance
- 1926 : Mixed Brides
- 1926 : The Non-Stop Bride
- 1926 : Jane's Troubles
- 1926 : Babes in the Jungle
- 1927 : Motor Boat Demon
- 1927 : Roses and Romance
- 1927 : Not the Type
- 1927 : Jane Missed Out
- 1927 : Wine, Women and Sauerkraut
- 1927 : A Hot Potato
- 1927 : Her Silent Wow
- 1928 : Le Mari déchaîné (A little bit of fluff) (coréalisé avec Wheeler Dryden)

### Comme scénariste
- 1918 : Les Avatars de Charlot (Triple Trouble)
- 1920 : Fists and Fodder (en)
- 1920 : Pals and Pugs (en)
- 1920 : He Laughs Last (en)
- 1920 : Springtime (en)
- 1920 : The Decorator
- 1920 : The Trouble Hunter
- 1920 : His Jonah Day
- 1921 : The Nuisance
- 1921 : The Mysterious Stranger
- 1921 : The Blizzard
- 1921 : The Tourist
- 1925 : Cagey Love
- 1925 : Le Mariage de Dudule (Should Sailors Marry?) de James Parrott

### Comme producteur
- 1915 : Charlot débute (His New Job)
- 1915 : Charlot fait la noce (ou Charlot en bombe) (A Night Out)
- 1915 : Charlot boxeur (The Champion)
- 1915 : Charlot dans le parc (In the Park)
- 1915 : Charlot veut se marier (A Jitney Elopement)
- 1915 : Le Vagabond (The Tramp)
- 1915 : Charlot à la plage (By the Sea)
- 1915 : Charlot apprenti (Work)
- 1915 : Mam'zelle Charlot (A Woman)
- 1915 : Charlot garçon de banque (The Bank)
- 1915 : Charlot marin (ou Marin malgré lui) (Shanghaied)
- 1915 : Charlot au music-hall (A Night in the Show)
- 1915 : Charlot joue Carmen (A Burlesque on Carmen)
- 1916 : Charlot cambrioleur (Police)
- 1916 : Les Avatars de Charlot (Triple Trouble)

### Comme acteur
- 1915 : Charlot débute (His New Job) : Cameraman
- 1915 : Charlot boxeur (The Champion) : Bit Role
- 1915 : The Face at the Curtain
- 1915 : Mam'zelle Charlot (A Woman) : Soda vendor (non crédité)
- 1920 : Adam and Eve a la Mode

### Comme directeur de la photographie
- 1909 : The Heart of a Cowboy
- 1910 : Aviation at Los Angeles, California
- 1910 : He Met the Champion de Gilbert M. Anderson
- 1911 : Across the Plains de Thomas H. Ince et Gilbert M. Anderson
- 1912 : The Smuggler's Daughter